# Церковь Святого Карапета (Ростов-на-Дону)
Це́рковь Свято́го Карапе́та (арм. Դոնի Ռոստովի Սուրբ Կարապետ եկեղեցի) — армянская церковь в Ростове-на-Дону, единственная сохранившаяся в Нахичевани-на-Дону Армянская церковь (если не считать церкви монастыря Сурб Хач, которая находилась за пределами городской черты). Расположена на территории Армянского (Пролетарского) кладбища вблизи его восточной ограды, ориентирована своим южным порталом на главные входные ворота кладбища, которые, в свою очередь являются окончанием улицы — 10-я линия.

## История
Церковь Святого Карапета была заложена в 1875 году (архитектор В. В. Сазонов), освящена 11 июля 1881 года.
История строительства храмового ансамбля связана с именем нахичеванской дворянки Акулины Погосовны Аладжаловой, скончавшейся в 1871 г. А. П. Аладжалова завещала своё состояние для «сооружения на армянском кладбище каменной церкви во имя Иоанна Крестителя, а также на устройство при ней попечительского дома, колодца и домиков для жительства бедных бесприютных армянских семейств».. Аладжалова была похоронена под юго-западной стеной церкви.

## Экстерьер
Пространственная композиция церкви Святого Карапета построена в сочетании форм базиликального и крестово-купольного храмов. В оформлении фасадов прослеживаются традиционные армянские мотивы с резными каменными деталями.
Доминирующий мотив в оформлении фасадов, — аркада. Она представлена в первом ярусе северного и южного фасадов профилированными архивольтами полуколоннами. В храме три входа, — южный, западный и северный, — оформлены перспективными порталами, завершёнными крестами. Преобладающую роль центрального нефа подчёркивает на западном и восточном фасадах мотив нарастающей к центру аркады.

## Интерьер
Церковь Святого Карапета — долгое время оставалась единственной среди всех церквей города, которая построена в армянском стиле (до открытия в 2011 году, на месте разрушенного в советские годы кафедрального собора, церкви Сурб-Арутюн (Святого Воскресенья)). Внутренняя обстановка такая же как и в других армянских церквах. Церковь отличается свойственной армянской церкви лаконичностью. Иконостас церкви отделан из орехового дерева в «анийском» стиле. Стены украшены орнаментальными гипсовыми медальонами рамками, в которые помещены фрески.
Центральная икона церкви «Богоматерь» установлена на ступенчатом подиуме. Подлинные первоначальные фрески помещены в медальонах и рамках: «св. Пантелеимон», «св. Георгий», «св. Варвара», «св. Степанос» и др. Они поражают своей лаконичностью, строгостью и благородством коричнево-оливкового колорита, несмотря на то, что выполнены в академической манере.

## Реликвии
Некоторое время в храме находился древний крест-камень (хачкар) Сурб Хач

## Ссылки

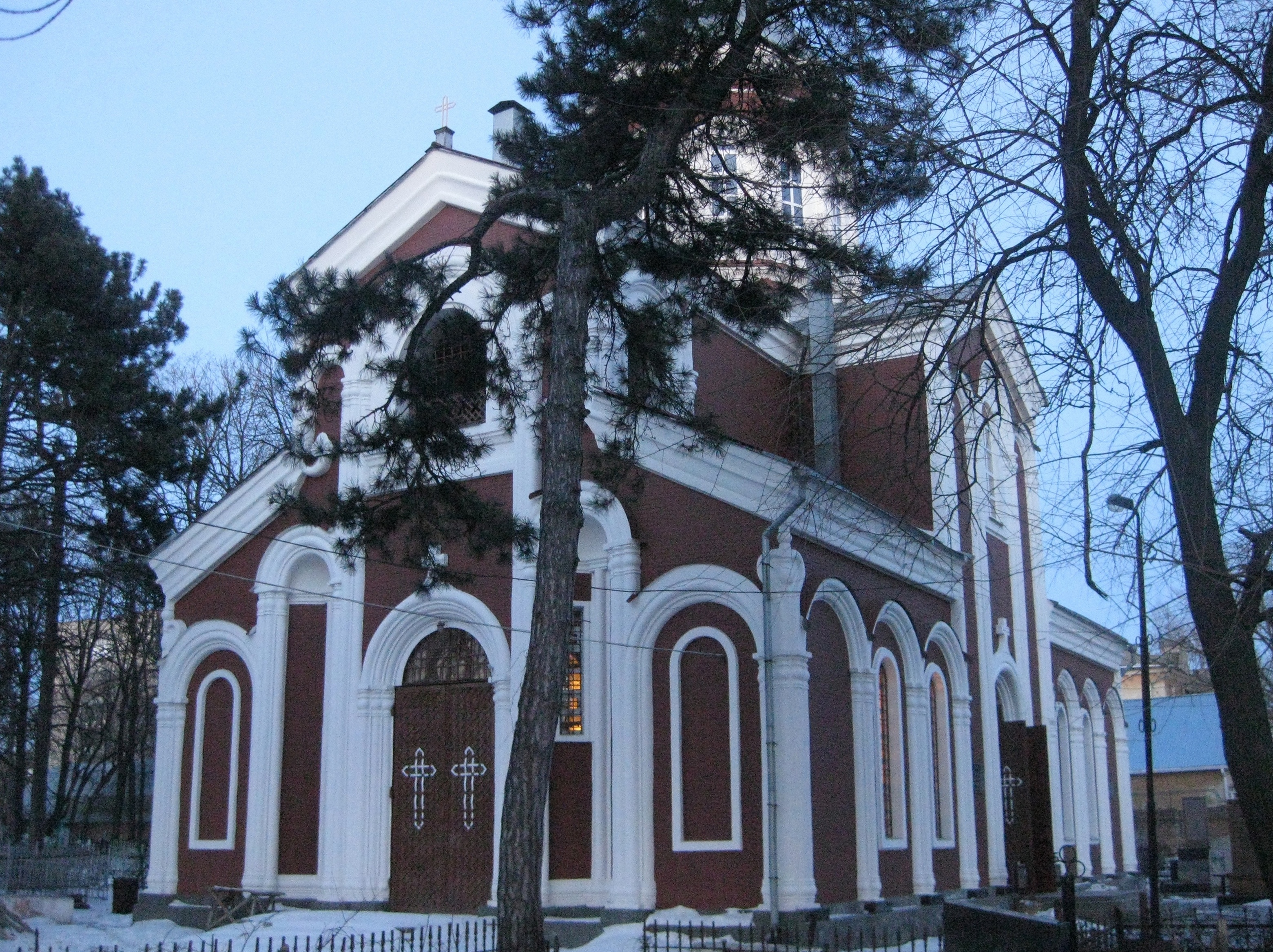
Вид с юго-запада